# 敦煌铁路
敦煌铁路，是位于甘肃省西部酒泉市境内的一条铁路。线路起点为兰新铁路柳沟站，终点为敦煌站。线路全长约170公里。全线共设有车站5座。2004年9月7日全线开工建设，建设工期2年，总投资为人民币6.4亿元。2006年8月5日开通營運。敦煌铁路电气化改造工程自2014年4月开工，2015年11月8日，铁路电气化改造项目水库北、龙口坝、四工农场、芦草河、伊塘湖等五座新建车站开通运营，2015年12月28日电气化改造工程竣工，2016年4月17日具备开通运营条件。 于2016年4月27日正式开通运营。敦煌线于2019年6月30日完成提速改造工程，同年7月10日起开行动车组列车。

## 概况

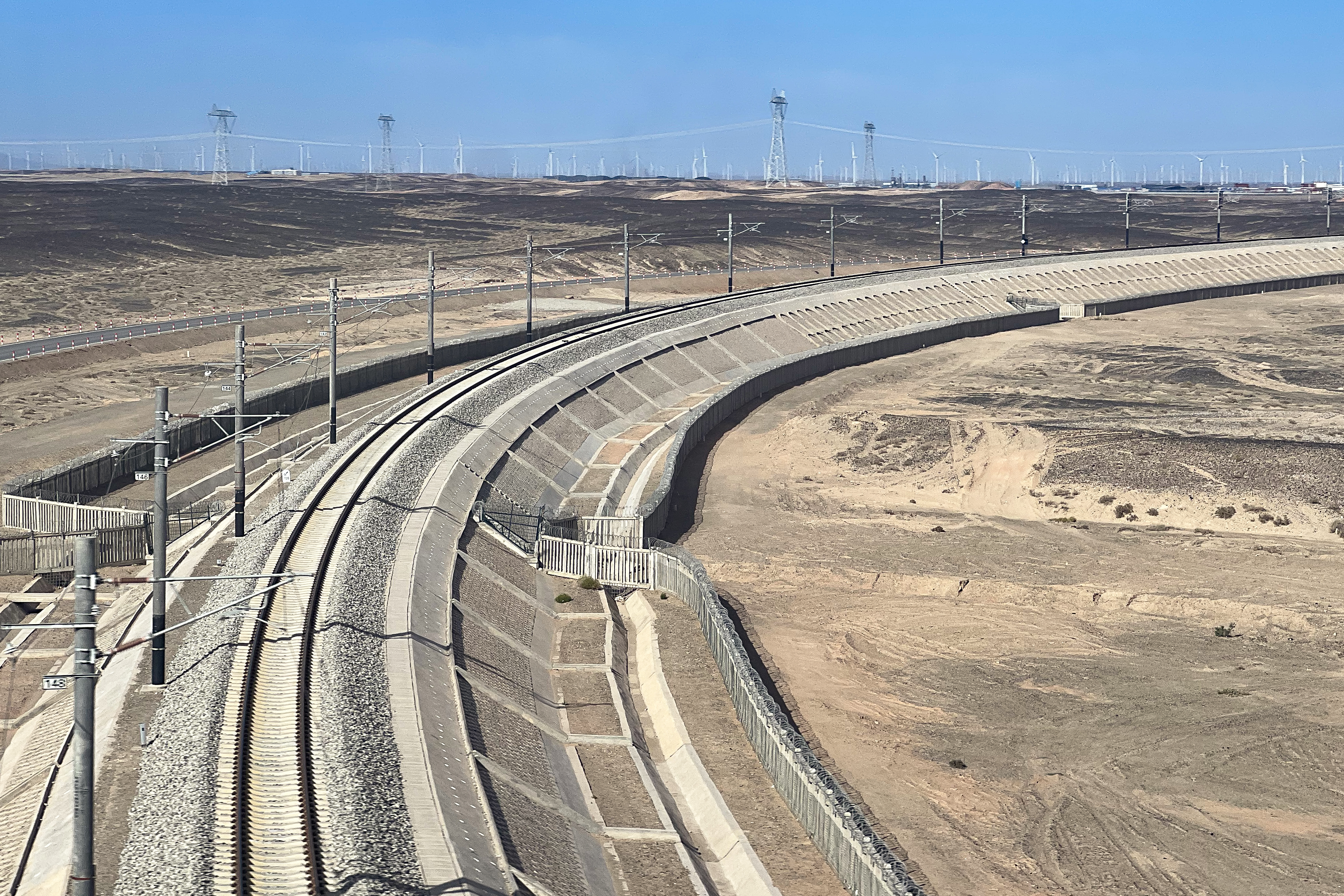
双塔至柳沟南上行联络线

敦煌铁路北起兰新铁路柳沟站，沿313省道向西南方向，经过瓜州县城至敦煌市，线路全长约170公里。
敦煌铁路是规划中连接兰新铁路和青藏铁路的联络线首段，远期续建可延伸至青藏铁路格尔木站（即敦格铁路，该线在客运及货物运价里程表中也计入敦煌线）。是西北地区铁路路网的主骨架线路之一。
敦煌铁路的修建可以使亚欧大陆桥通道、兰昆铁路通道、京藏铁路通道（含京广铁路、陇海铁路、青藏铁路部分路段）有机地结合在一起，增强西北地区路网的机动灵活性，充分发挥既有通道的效能。敦煌铁路的修建可以缓解西北地区主要铁路运输枢纽的运输能力紧张问题、完善路网结构。
敦煌铁路起点为兰新铁路柳沟站（公里标K962+598），自柳沟站西侧向西南方引出。设计起点公里标为DK0+000，即兰新铁路K963+118.36处。设计终点公里标为DK170+280.13。线路总长度169.668公里。
敦煌铁路全线共设有车站5座。包括：兰新铁路柳沟站、新建小宛站（DK28+350）、瓜州站（DK58+830）、甜水井站（DK122+500）和敦煌站（DK169+430）。
该线路全线共有曲线16处，曲线长度共计32.4141公里，站线路总长度的19.1%。最小曲线半径1600米。正线轨道类型采用次重型轨，轨枕采用69型预应力砼枕，铺设标准为1760根/公里，采用碎石道砟道床。全线有大桥1座（疏勒河大桥），为13孔24米预应力砼梁桥。
敦煌铁路的终点敦煌站并非在敦煌市市区，为尽量避免车站噪音、震动等因素对敦煌市境内众多文物古迹的影响，敦煌站建设在了敦煌机场附近，距离敦煌市市区11公里，距离世界文化遗产莫高窟15公里，距离敦煌机场仅不足2公里。
2018年，敦煌线距柳沟站8公里处新建双塔站，该站与兰新铁路第二双线柳沟南站之间新建柳沟南联络线。先期建设的柳沟南下行联络线于2018年9月10日完工，上行联络线工程于2019年上半年进行。为满足动车组160km/h开行条件，敦煌线双塔至敦煌段155公里线路（K6+300~K161+473段）于2018年10月开始提速改造，工程包括线路大机清筛、轨枕更换、钢轨换铺、新道岔换铺及各站新增双接近区段等项目，改造工程于2019年6月26日通过安全评估，具备动车通行条件，2019年7月10日正式开行图定动车组列车。

## 技术标准
- 铁路等级：I级
- 正线数目：单线，预留双线条件
- 最小曲线半径：一般地段2000米，困难地段1600米
- 限制坡度：6‰
- 到发线有效长度：850米
- 牵引种类：电力
- 机车类型：货运近期SS7、远期HXD系列，客运SS7E
- 牵引质量：近期4000t，远期5000t；
- 闭塞方式：自动站间闭塞加CTC

## 建设情况
- 建设单位：兰州铁路局
- 设计单位：铁道第一勘察设计院
- 施工单位：中铁四局集团有限公司、中铁二十一局集团有限公司、中铁十一局集团电务公司
- 监理单位：甘肃陇辉监理事务所、乌鲁木齐铁路建设监理公司